# Мађарско пливачко удружење
Maђарско пливачко удружење (мађ. Budapesti Sport Club), или скраћено МУЕ је био мађарски фудбалски и спортски клуб из Будимпеште, Мађарска.
Фудбалска секција друштва је основана 1893. године и радила је све до гашења 1948. године. Фудбалски клуб је учествовао на првом држвном прврнству одржаном 1901. године Прва лига Мађарске у фудбалу 1901.. У својој првој сезони заузео је другу позицију на крају такмичења. 

## Имена клуба
- Мађарска пливачка заједница 1893-?: − Magyar Úszó Egylet
- Мађарско пливачко удружење ?-1945: − Magyar Úszó Egyesület
- Мађарско радничко пливачко удружење 1945-1948: − Magyar Munkás Úszó Egyesület

## Титуле
- Прва лига Мађарске у фудбалу
  - Друго место (1): 1901